# 布拉姆·莫勒纳尔
布拉姆·莫勒纳尔（荷蘭語：Bram Moolenaar，發音：[brɑ ˈmoːlənaːr]；1961年—2023年8月3日）是一名荷蘭程式設計師，在自由軟體界素有盛名。他是Vim軟體的最初開發者，軟體版本管理者，被推崇為終身仁慈獨裁者。

## 生平
從高中開始對軟體程式產生興趣，自學編寫軟體。1985年，畢業於台夫特理工大學，取得電機工程学士学位。畢業後，在芬洛一間印刷公司工作，擔任工程師。1988年，他開始開發Vim，于1991年以自由軟體方式正式发布。他長期以自由工作者身份，在家全職開發自由軟體，維護Vim，以电子邮件作為主要的對外溝通讯方式。
2010年8月，莫勒纳尔進入Google工作，辦公室位於蘇黎世，主要工作為開發Google日曆。在此工作直到2021年退休。Google允許他將一部份的工作時間，投入維護Vim的工作。
2022年10月，發現健康問題。2023年8月3日，莫勒纳尔因病逝世，享壽62歲。直到逝世前，他仍然持續開發Vim，在當年7月8日提交最後一筆軟體更新。Vim的开发由联合贡献者克里斯蒂安·布拉班特（Christian Brabandt）接管。

## 自由軟體開發

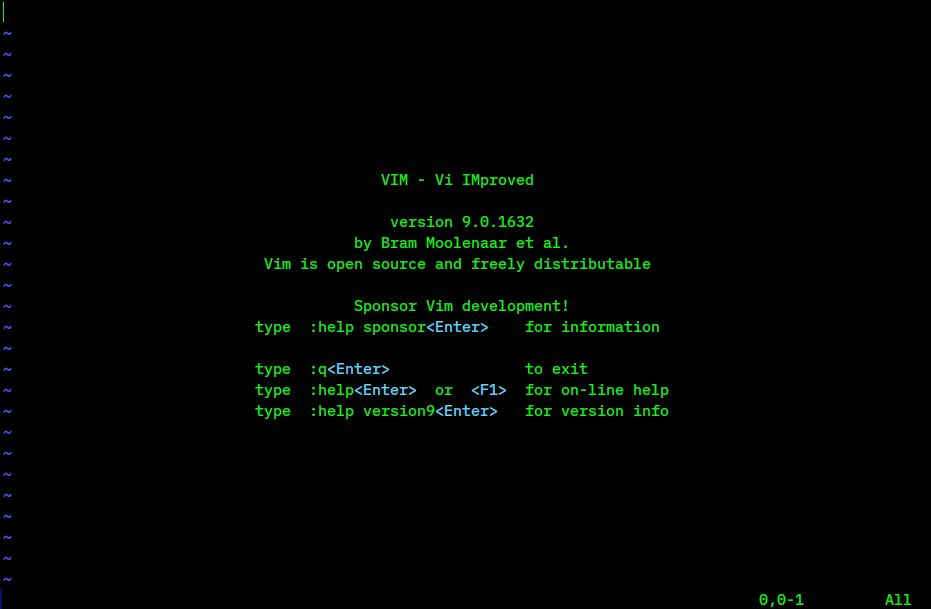
Vim的开屏界面

布拉姆·莫勒纳尔最知名的工作是開發及維護Vim。在就讀大學時期，他接觸到vi。1988年，他購買了一台Amiga電腦，為了能在這台電腦上使用vi，他以Stevie為基礎，將它移植Amiga電腦上運作，並加入新功能，自行開發了Vim。於1988年開發出1.0版，最初的目標是複製所有vi的功能，因此以Vi模擬（Vi IMitation）的縮寫來命名。1991年，Vim 1.14版被收入到Amiga免費軟體庫中。1992年移植到Unix及MS-DOS上。隨著功能的增加與改善，其縮寫意義也被改為Vi改良版（Vi IMproved）。
在 Vim 之外，他創作了A-A-P，一種用於下載原始碼、編譯以及安裝程式的軟體開發工具程式，類似於UNIX系統上的make程式。開發Zimbu，一個著重於程式可讀性的實驗性程式語言，同樣以自由軟體授權發布。他也協助CAcert的開發。
以freeBSD作為主要開發平台，他是荷蘭Unix軟體社群NLUUG的成員之一。2008年因為在自由軟體及Vim的貢獻，獲得NLUUG獎。

## 慈善工作
布拉姆·莫勒纳尔長期支持ICCF Holland，幫助烏干達南部基巴萊的孤兒中心，扶助當地因為愛滋病流行產生的大量孤兒。1994年他首次造訪基巴萊兒童中心（Kibaale Children's Centre），為他們維護飲水及衛生設施。之後他定期造訪此處，擔任義工。
1995年他在 Vim 加入慈善軟體條款。在啟動頁面上，加入訊息，「帮助乌干达的可怜儿童！」（Help poor children in Uganda!）。在指令列輸入  :help uganda 或 :help iccf可以看到詳細的慈善計畫內容與捐款方式。布拉姆·莫勒纳尔鼓勵所有使用者關心烏干達的兒童福利議題，對烏干達兒童提供捐助。
他建立的Vim計畫網站 vim.org ，首頁標示網站所得的廣告收入以及贊助，都會用於捐助ICCF。在2022年俄羅斯入侵烏克蘭後，他在Vim網站首頁加入烏克蘭國旗，提供連結至歐盟支持烏克蘭的網頁上，展示他支持烏克蘭的立場。

## 身后声名
Bram Moolenaar在SFSCON 24上被追授2024年欧洲SFS奖，该自由软件会议自2004年起由欧洲自由软件基金会（FSFE）和博尔扎诺-博岑Linux用户组（LUGBZ）共同组织。

## 外部連結
- 布拉姆·莫勒纳尔個人首頁 （页面存档备份，存于）
- 布拉姆·莫勒纳尔 GitHub （页面存档备份，存于）